# Gabriela Zapolska

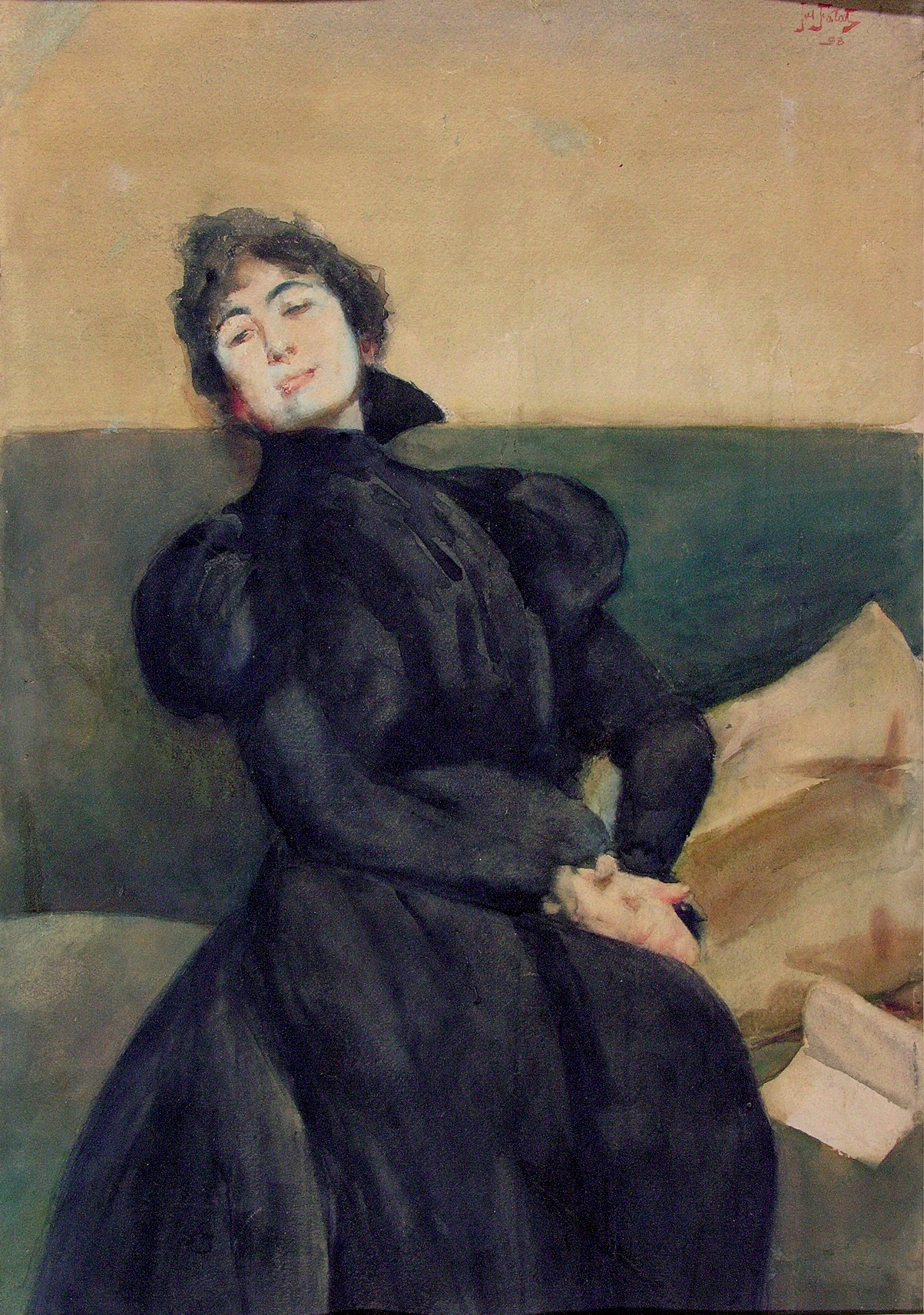
Julian Fallat: Portrét Gabriely Zapolské (1898)

Gabriela Zapolska vlastním jménem Maria Gabriela Korwin-Piotrowska (30. března 1857 Luck-Podhajce – 21. prosince 1921 Lwów) byla polská herečka, dramatička, spisovatelka a publicistka. Představitelka polského naturalismu, psala komedie, satiry, dramata a romány.

## Životopis
Gabriela Zapolska se narodila ve Volyni v Podhajce (předměstí Łucku) do statkářské rodiny. Otec Wincenty Korwin-Piotrowski (1826–1896) byl zámožným statkářem, matka Józefa z Karskich byla bývalou baletkou z Varšavy. Měla dva sourozence: Kazimierze (1854–1922) a Konstancju (1862–1915). Byla dvakrát provdaná: její manželé byli: Konstanty Śnieżko-Błocki a Stanisław Janowski (1866–1942).
Vzdělání nabývala doma a krátce v ústavu Sacré Coeur a také v soukromém Institutu Výchovně-Naučném ve Lvově. V roce 1876 se provdala za poručíka carské gardy, mladého statkáře ze Žmudě Konstanta Śnieżko-Błockého, rodu Leliwa, zakrátko však od manžela odešla (manželství skončilo v roce 1888). V roce 1882, po neshodě s rodinou a mužem, odešla k divadlu, hrála v Krakově, Lvově, Poznani a v různých kočovných spolcích. Pociťovala nechuť a později přímo nevraživost k mužům, ve kterých vždy viděla pouze strůjce všech neštěstí, která mohou ženu v životě potkat. Horlivě toužila zůstat herečkou a dostala se tak do různých kočovných amatérských spolků tehdejší Haliče, Kongresovky a také velkovévodství Poznaňského. 
Od roku 1879 se již herectví věnovala profesionálně, ale považovala se za umělecky nedoceněnou a byla v neustálém konfliktu s divadelním prostředím. V roce 1889 vycestovala do Paříže, aby si zlepšila své divadelní schopnosti a dosáhla většího uznání. Žila zde pět let (do roku 1895) a účinkovala ve slavných divadlech Théâtre Libre, A. Antoine'a a později v moderním Théâtre de l'Œuvre. Úspěchů však nedosáhla. Po návratu do vlasti se bezúspěšně snažila dostat se do varšavských divadel. Ještě jednou působila v kočovných divadlech, aby konečně dostala angažmá v Divadle Juliusze Słowackého v Krakově, které řídil Tadeusz Pawlikowski, kde si vydobyla úspěchy, ale stala se zároveň obětí ostré divadelní kritiky.
Jako spisovatelka debutovala v roce 1881 pod pseudonymem Gabriela Zapolska, a to povídkou Jeden dzień z życia róży. Její spisy vycházely ve lvovském a později varšavském tisku. Díla, mezi něž patřila povídka Małaszka, romány Kaśka Kariatyda  (česky vyšlo pod názvem Ve službách hříchu), Przedpiekle, se stala předmětem polemik, vyvolaných pobouřením konzervativní kritiky kvůli dominujícímu naturalismu. V románech O czym się nie mówi a O czym się nawet myśleć nie chce se zabývala problematikou prostituce a pohlavních nemocí. Napsala mnoho povídek, románů a dramat, z nichž je však nejslavnější Moralność Pani Dulskiej. Vlivem své prudké povahy a nepříliš šťastných životních zkušeností bývala často vnitřně neklidná. Neustále mívala konflikty s řediteli a režiséry divadel, v nichž vystupovala nebo ve kterých se hrály její hry. Od roku 1904 se natrvalo usadila ve Lvově, kde se svým druhých mužem, malířem Stanisławem Janowským, založila divadelní spolek, se kterým projížděla Haličí.
Obojí její manželství bylo nešťastné, svůj pseudonym si zvolila, když přijela na zapřenou do vídeňského ústavu porodit nemanželské dítě; mezi velkým počtem jejích milenců bylo několik významných spisovatelů polských i francouzských. V jejím životě se střídalo štěstí a triumf s ústrky a ponížením. Její stále neukojená touha po vyžití ji vedla ke stálým konfliktům s předsudky společenského života, které odvážně narušovala částečně proto, aby dráždila společnost, kterou živelně nenáviděla a jíž pohrdala. Společenský vzdor se v jejím životě mísil s dekadentním nihilismem a sexuální nespoutaností. Podobný rys společenské vzpoury má i její dílo.
V roce 1912 se v Praze účastnila Výstavy práce polské ženy. Stala se členkou umělecké komise Teatru Premier. Spolupracovala se lvovským Nezávislým divadlem. Po zabrání Lvova ruskými vojáky v září 1914 nějakou dobu provozovala cukrárnu. Žila ve vile „Skiz“ v městské části Łyczakow, kde strávila poslední roky svého života..
Zemřela 17. prosince 1921 ve Lvově a byla pochována v Alei Zasłużonych na Łyczakowském hřbitově.

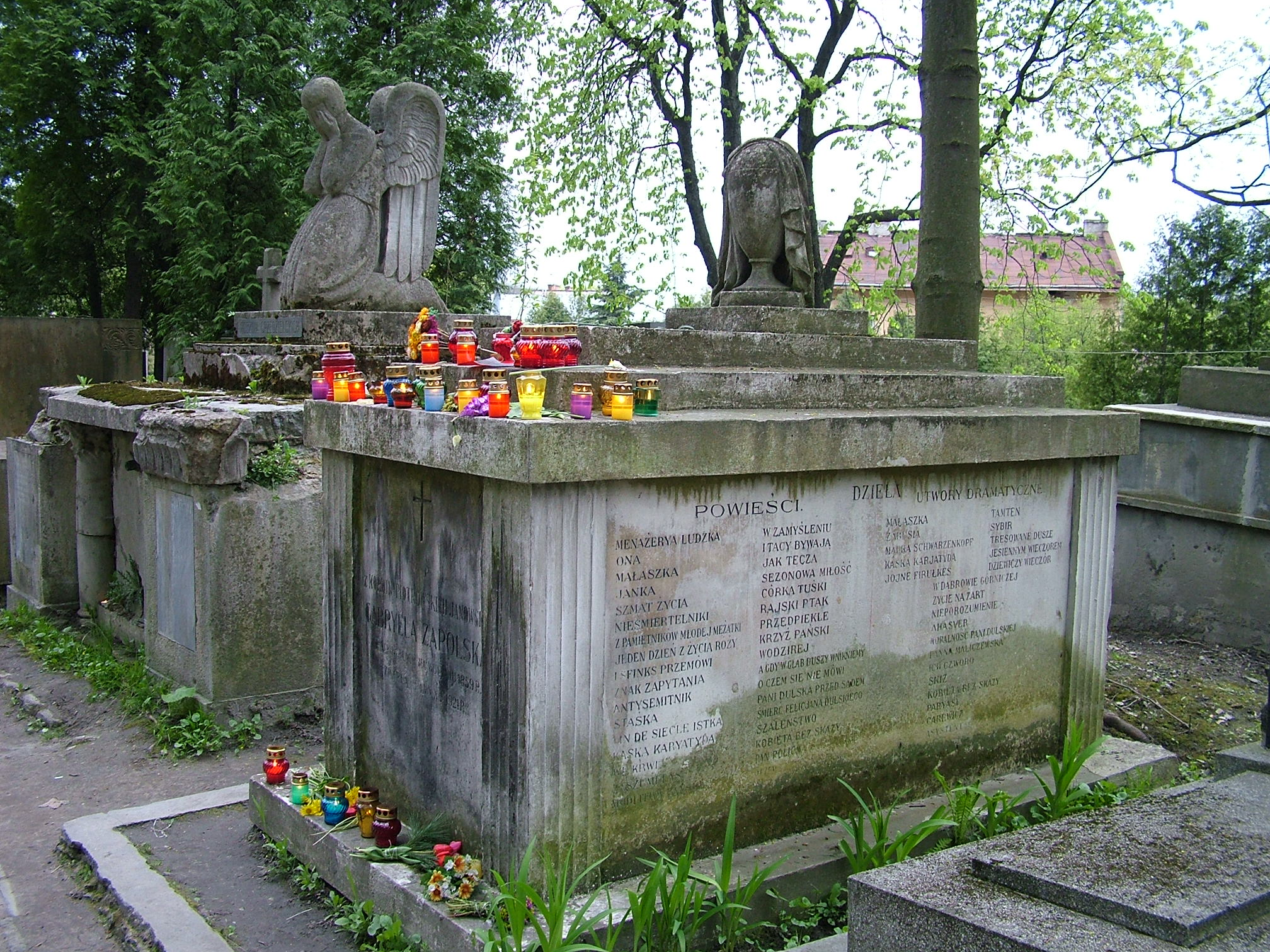
Hrob Gabriely Zapolské na Łyczakowském hřbitově ve Lvově

### Tvorba
Spisovatelka se soustřeďovala převážně na negaci lidských vlastností či společenských jevů – sama zdůrazňovala, že svoji tvorbu vnímá jako protest proti lidské falešnosti.
Vlivem Émila Zoly a jiných naturalistů popisovala jevy každodenního života. V popisech nezapře pozorovací talent a žurnalistické nadání. Byla přesvědčena, že funkcí literatury je služba společnosti.
Hlavní oblastí její tvorby byl maloměšťácký svět lvovské úřednické mezivrstvy, bídně živořící ve stínu dohasínající aristokracie. Život tohoto prostředí s jeho společenskou morálkou je hlavním obsahem děl prozaických i dramatických, v nichž v popředí stojí vztahy a problémy sexuální. Proti úzkoprsé a pokrytecké maloměšťácké morálce zoufale bojují některé ženské hrdinky Zapolské, toužící se vyprostit z pout falešné konvence a probojovat se k plnému vyžití své lásky. Ženy nižších společenských vrstev ale padají jako oběti poté, co posloužily skrývaným sexuálním potřebám mladých pánů, ukojovaných bez jakékoli morálky i závazků pod přísně střeženým pláštíkem společenských zvyklostí. Muži jsou u Zapolské vesměs nesympatičtí, buď brutální sobci nebo směšní slaboši, kteří se nedovedou povznést nad předsudky svého okolí.
Divadelní tvorba Gabriely Zapolské se dělí na dvě části: melodramata pro tehdy populární „zahrádková divadla“ (Skiz, Małka Szwarcenkopf) i komedie nebo tragédie pro velkoměstská divadla. Ve druhé části se objevuje výrazný vliv naturalistického dramatu (požadavek hluboké psychologie postav, rezignace na nepravděpodobný děj, analýza lidských charakterů atd.). Kladla důraz na roli rekvizit, kulis, mimiky a také na jazyk postav.
Zajímala se také o židovskou kulturu, brojila proti antisemitismu. V časopise Życie publikovala román Antysemitnik. Zabývala se také vlasteneckou tematikou (Tamten został, Sybir, Jesiennym wieczorem), v níž navazovala na tradice romantismu.

### Názory tehdejší kritiky
Teodor Jeske-Choiński (konzervativní časopis Niwa) vytýkal nemorálnost děl Zapolské – zejména jejich chlípnost a sprostotu. Tyto názory konzervativního prostředí se nezměnily až do počátku meziválečného dvacetiletí. Objektivitu v dramatech cenili Piotr Chmielowski a Wilhelm Feldman, ale neviděli jiné důležité problémy v její tvorbě. Stanisław Brzozowski (spisovatel) se domníval, že Zapolská by mohla napsat jednu velice dobrou knihu, ale její části se rozprášily v mnoha povídkách, komediích a románech.
Zapolska byla sympaticky přijímána mladou generací, která s ní sdílela odpor k maloměšťáctví i hlad po sexuálním vyžití. Její dramata, vyvolávající často skandál v konzervativní společnosti, nacházela uznání i pochopení u mládeže.

## Dílo
- 1881 – Jeden dzień z życia róży (debut, povídka).
- 1883 – Małaszka (povídka)
- 1885 – Akwarele (sbírka povídek)
- 1887 – Ałka Szwarcenkopf (drama)
- 1888 – Kaśka Kariatyda (román) – výstižný román služky, typické oběti vykořisťování.
- 1889 – Przedpiekle (román)
- 1891 – We krwi (román), Szmat życia (román)
- 1893 – Menażeria ludzka (sbírka povídek)
- 1894 – Fin-de siecle'istka (román)
- 1895 – Janka (román)
- 1896 – Tamten został, Wodzirej (čes. Předtanečník) – román líčí tragicky groteskní historii chudého měšťáckého mladíka, který je hnán chorobnou ctižádostí přiblížit se společensky aristokratickým sférám, v nichž ale nalézá jen ponížení a opovržení
- 1897 – Małka Szwarcenkopf (drama), Żabusia (drama), Sybir (drama), Antysemitnik (román)
- 1898 – Tamten (drama), Jojne Firułkes (drama)
- 1899 – Zaszumi las (román), W Dąbrowie Górniczej (drama)
- 1902 – Jak tęcza (román), Tresowane dusze (drama), Mężczyzna (drama)
- 1903 – A gdy w głąb duszy wnikniemy (román), Nieporozumienie (drama), Jesiennym wieczorem (drama, vydáno pod pseudonymem Józef Maskoff)
- 1904 – Sezonowa miłość (román)
- 1905 – Pan policmajster Tagiejew (román)
- 1906 – Moralność pani Dulskiej (drama) drama, v němž se v hlavní hrdince soustřeďuje všechno, co tehdy z měšťácké rodiny s jejím tupým despotismem, malicherností a konvenční přetvářkou činilo prostředí, znemožňující jakýkoli volný rozlet, pokrok a plnější, lepší život
- 1907 – Córka Tuśki (román), Ich czworo (drama)
- 1908 – Pani Dulska przed sądem (povídka),
- 1909 – O czym się nie mówi (román), Skiz (drama)
- 1910 – Panna Maliczewska (drama)
- 1911 – Śmierć Felicjana Dulskiego (povídka)
- 1912 – Nerwowa awantura (drama)
- 1913 – Kobieta bez skazy (drama), Pariasy. Szkice sceiczne (drama)
- 1914 – O czym się nawet myśleć nie chce (román)
- 1917 – Carewicz (Czterdziesty pierwszy Czerkies) (drama)
- 1919 – Asystent (drama)
- 1922 – Frania Poranek: jej dalsze losy (román)
- 1923 – Z pamiętników młodej mężatki (povídka)

### V češtině
- Lidský zvěřinec: románopisné studie – přeložil K. A....s. Praha: Jan Otto, 1901
- Předpeklí: román o II dílech – př. Václav Dresler. Praha: Nezávislé listy, 1904
- Otčenáš: řada obrázků – upravil Václav Tumpach. Praha: Václav Kotrba, 1909
- Morálka paní Dulské: veselohra o třech dějstvích – př. Jaromír K. Pojezdný. František Šimáček, 1910
- Předtanečník: román – přeložila Dolores Prusíková. Praha: Vaněk a Votava, 1911
- Ve službách hříchu: román – př.  Václav Dresler. Praha: J. R. Vilímek, 1913
- Staška – in: 1000 nejkrásnějších novel č. 71. Praha; úvod František Sekanina; př. Karel Handzel: J. R. Vilímek, 1914
- Saisonní láska: soudobý román – s předmluvou Zdislava Dębického; př. Bořivoj Prusík. Praha: J. Otto, 1916
- Pan policejní komisař Tagejev: román policejního útisku v ruském Polsku – př. Jaroslav Rypáček; s ilustracemi Stanislava Hudečka. Praha: Antonín Svěcený, 1918
- O čem se nemluví: román ze současného života – přeložil a úvodní studii napsal Emerich Čech. Praha: Bedřich Kočí, 1919
- Smrt Feliciána Dulského – př. Jindřich Wallenfels. Praha: Alois Srdce, 1920
- Jed lásky: román – př. Jaroslav Rypáček. Praha: Šolc a Šimáček, 1921
- Carevič: komedie o třech dějstvích – př. Jakub Rydvan. Praha: Zora, 1925
- Běs: román – přeložila Melanie Winklerová. Žižkov: Julius Albert, 1926
- Dcera Tušky: román – př. Melanie Winklerová. Žižkov: J. Albert, 1926[2]
- Panenský večírek: scénický akvarel o 1 dějství – př. J. Rydvan. Praha: J. Rydvan, 1926?
- Čtveřice: komedie o třech dějstvích – př. Karel Málek. Praha: Československé divadelní a literární jednatelství (ČDLJ), 1955
- Morálka paní Dulské: televisní inscenace šosácké tragikomedie v provedení členů Národního divadla (ND). režie Miloš Nedbal, Václav Vorlíček. Praha: ND, 1955
- Žabička: hra o třech dějstvích – př. Jaroslav Langer. Praha: ČDLJ, 1955
- Slečna Maličevská: hra o třech dějstvích – př. Mojmíra Janišová. Praha: ČDLJ, 1956
- Morálka paní Dulské: tragická komedie šosáků o třech dějstvích – př. Jaromír Doležal. Praha: Dilia, 1958
- Katka karyatida – př. Vendulka Zapletalová. Praha: SNKLHU, 1961
- Trumf: komedie o třech dějstvích – př. Jaroslav Simonides. Praha: Dilia, 1972
- Sezónní láska – př. Helena Stachová. Praha: Svoboda, 1973
- Bílý hyacint – př. Helena Stachová. Praha: Svoboda, 1974
- Morálka paní Dulské – př Jaroslav Simonides. Praha: Artur, 2022